# Пилия (мифология)
Пи́лия (др.-греч. Πυλία) — в греческой мифологии дочь Пиласа, царя Мегары.

## Мифология
Когда Пандион, сын Кекропса, восьмой афинский царь, был изгнан из Афин, он отправился в Мегару и там, согласно «Библиотеке» Аполлодора Афинского, встретил Пилию, дочь местного царя Пиласа, на которой потом женился. Пилия по отцовской линии была потомком богов Посейдона и Амфитриты. Впоследствии Пиласу пришлось бежать из Мегары в Месинию, поскольку он убил своего дядю Бианта. Перед побегом ему удалось уговорить зятя занять царский трон. Так Пандион стал царём Мегары, а Пилия — царицей. В браке у них родились четверо сыновей: Эгей, Паллант, Нис и Лик. Пилия была бабушкой мифического царя Афин Тесея, поскольку одним из его отцов, по легенде, являлся Эгей.
Согласно другой версии этой истории, изложенной географом Павсанием, Пандион ещё до своего изгнания из Афин был женат на дочери Пиласа, правда, Павсаний не называет её имени. Там же, в Афинах, у них родились дети: Эгей, Паллант, Нис и Лик. После того, как Пандиона изгнали, он вместе с женой и четырьмя сыновьями бежал в Мегару, к своему тестю. После смерти Пиласа Пандион стал царём Мегары. Его сыновья от предполагаемой Пилии впоследствии отвоевали Аттику и разделили землю между собой.